# 学校法人藤田学園
学校法人藤田学園（がっこうほうじんふじたがくえん）は、藤田医科大学を設置している日本の学校法人。
本部は愛知県豊明市栄町にあったが、藤田医科大学のある同市沓掛町に移設された。

## 概略
1964年9月、藤田啓介総長（愛知学院大学歯学部教授）により設立された。同年10月、南愛知准看護学校（現藤田医科大学看護専門学校）を開校。1966年、名古屋衛生技術短期大学（後の藤田保健衛生大学短期大学）衛生技術科を設け、更に1968年、名古屋保健衛生大学（現藤田医科大学）衛生学部衛生技術学科・衛生看護学科を設けた。
建学の理念は「独創一理」。
アセンブリ教育を実践しており、チーム医療のための連帯意識を育てている。アセンブリは必修科目で現在運動・文化・研究系の多彩な47班が設けられていて学生はいずれかの班に所属し日常の講義・実習では得られない有意義な体験をしようとしている。1999年度からアセンブリ活動の一環として年二回アセンブリ講演会を実施している。文化教養及び医療の分野で活躍する名士を招いて一般公開の形で講演会を実施している。

## 主な施設

### 教育機関
- 藤田医科大学
  - 医学部
    - 医学科

  - 医療科学部
    - 医療検査学科
    - 放射線学科
    - 臨床検査学科（医療検査学科に統合）
    - 臨床工学科（医療検査学科に統合）
    - 医療経営情報学科（募集停止）

  - 保健衛生学部
    - 看護学科
    - リハビリテーション学科
      - 理学療法専攻
      - 作業療法専攻
- 藤田医科大学大学院
  - 医学研究科（博士課程）
  - 保健学研究科
    - 保健学専攻（修士課程）
    - 医療科学専攻（博士後期課程）

### 医療・福祉機関
- 藤田医科大学病院
  - 救命救急センター
- 藤田医科大学ばんたね病院
- 藤田医科大学七栗記念病院
- 藤田医科大学中部国際空港診療所
- 藤田医科大学岡崎医療センター
- 藤田医科大学地域包括ケア中核センター

### 研究機関
- 藤田医科大学総合医科学研究所
- 藤田医科大学研究支援推進本部
  - 治験・臨床研究支援センター
  - 疾患モデル教育研究サポートセンター
  - 共同利用研究設備サポートセンター

## 沿革

### 学校法人の沿革
学校法人としての沿革は下記の通りである。なお、学校毎の詳しい沿革はそれぞれの学校の項目を参照。
- 1964年
  - 9月 - 学校法人藤田学園設立
- 1971年
  - 10月 - 藤田学園名古屋保健衛生大学ばんたね病院開設
- 1972年
  - 4月 - 名古屋保健衛生大学総合医科学研究所開設
  - 11月 - 藤田学園名古屋保健衛生大学病院開設許可
- 1973年
  - 5月 - 藤田学園名古屋保健衛生大学病院開設
  - 12月 - 藤田学園生薬研究塾開所
- 1979年
  - 4月 - 名古屋保健衛生大学救命救急センター開設
- 1984年
  - 6月 - 藤田学園名古屋保健衛生大学を藤田学園保健衛生大学に改称し、関連施設の名称も併せて変更
- 1986年
  - 12月 - ばんたね病院の名称を藤田学園保健衛生大学坂文種報徳會病院に変更
- 1987年
  - 4月 - 藤田保健衛生大学七栗サナトリウム開設
- 1991年
  - 4月 - 藤田学園保健衛生大学を藤田保健衛生大学に改称し、関連施設の名称も併せて変更
- 1998年
  - 4月 - 藤田保健衛生大学藤田記念生薬研究所開設
- 2000年
  - 12月 - 藤田保健衛生大学七栗サナトリウムリハビリテーションセンター開設
- 2004年
  - 4月 - 藤田記念生薬研究所の名称を藤田記念七栗研究所に変更
- 2005年
  - 2月 - 藤田保健衛生大学中部国際空港診療所開設
- 2013年
  - 2月
    - 藤田保健衛生大学地域包括ケア中核センター設立
    - 居宅介護支援事業所、訪問看護ステーションを開所
- 2016年
  - 1月 - 藤田保健衛生大学七栗サナトリウムを藤田保健生大学七栗記念病院に改称
- 2017年
  - 4月 - 学内研究組織再編により、藤田保健衛生大学七栗研究所を研究支援推進センターに統合
- 2018年
  - 10月
    - 藤田保健衛生大学を藤田医科大学に改称し、関連施設の名称も併せて変更
    - 藤田保健衛生大学坂文種報徳會病院を藤田医科大学ばんたね病院に改称
- 2019年
  - 4月 - 学内研究組織再編により、研究支援推進センターを研究支援推進本部に改称

### 藤田医科大学・大学院
- 1968年
  - 3月 - 名古屋保健衛生大学衛生学部衛生技術学科、衛生看護学科設置認可
  - 5月 - 衛生学部衛生技術学科、衛生看護学科開学
- 1971年
  - 11月 - 医学部設置認可
- 1972年
  - 4月 - 医学部開学
- 1978年
  - 3月 - 大学院医学研究科5専攻課程設置認可
  - 5月 - 大学院医学研究科5専攻課程開学
- 1984年
  - 6月 - 藤田学園保健衛生大学に改称
- 1986年
  - 12月 - 衛生学部診療放射線技術学科設置認可
- 1987年
  - 3月 - 大学院医学研究科分子医学系専攻課程設置認可
  - 4月 - 衛生学部診療放射線技術学科開学、大学院医学研究科分子医学系専攻課程開学
- 1991年
  - 4月 - 藤田保健衛生大学に改称
- 2000年
  - 12月 - 大学院保健学研究科設置認可
- 2001年
  - 4月 - 大学院保健学研究科開学
- 2004年
  - 4月 - 衛生学部リハビリテーション学科（理学療法専攻/作業療法専攻）開学
- 2007年
  - 4月 - 医療科学部臨床工学科設置届出
  - 12月 - 医療科学部医療経営情報学科設置認可
- 2008年
  - 4月
    - 衛生学部を医療科学部に改称し、衛生学部衛生技術学科、衛生看護学科、診療放射線技術学科をそれぞれ医療科学部臨床検査学科、看護学科、放射線学科に改称
    - 医療科学部臨床工学科、医療経営情報学科開学
- 2014年
  - 10月 - 大学院保健学研究科医療科学専攻（博士後期課程）設置認可
- 2015年
  - 4月 - 大学院保健学研究科医療科学専攻（博士後期課程）開学
- 2017年
  - 12月 - 大学院医学研究科医学専攻課程設置届出
- 2018年
  - 4月
    - 大学院医学研究科医学専攻課程開学
    - 保健衛生学部看護学科、リハビリテーション学科、医療科学部医療検査学科設置届出

  - 10月 - 藤田医科大学に改称
- 2019年
  - 4月
    - 保健衛生学部看護学科、リハビリテーション学科、医療科学部医療検査学科開学
    - 医療科学部看護学科、リハビリテーション学科、臨床検査学科、臨床工学科、医療経営情報学科学生募集停止

### 短期大学
- 1966年
  - 1月 - 名古屋衛生技術短期大学衛生技術科設置認可
  - 4月 - 衛生技術科開学
- 1975年
  - 4月 -  2年制度より3年制度に変更
- 1984年
  - 6月 - 藤田学園衛生技術短期大学に改称
  - 12月 - 専攻科衛生技術専攻設置認可
- 1985年
  - 4月 - 専攻科衛生技術専攻開学
- 1991年
  - 4月 - 藤田保健衛生大学短期大学に改称
- 1992年
  - 12月 - 専攻科衛生技術専攻廃止、専攻科臨床工学技術専攻設置認可
- 1993年
  - 4月 - 専攻科臨床工学技術専攻開学
- 1995年
  - 12月 - 医療情報技術科設置認可
- 1996年
  - 4月 - 医療情報技術科開学
- 2007年
  - 7月 - 衛生技術科、医療情報技術科、学生募集停止
- 2009年
  - 4月 - 専攻科臨床工学技術専攻、学生募集停止
- 2010年
  - 5月 - 藤田保健衛生大学短期大学廃止[1]

### 専門学校
- 1964年
  - 9月 - 南愛知准看護学校設置認可
  - 10月 - 南愛知准看護学校開校
- 1966年
  - 6月 - 名古屋医学技術専門学院設置
  - 10月 - 名古屋医学技術専門学院開校
- 1968年
  - 3月 - 南愛知高等看護学院設置
  - 4月 - 南愛知高等看護学院開学
- 1983年
  - 2月 - 南愛知准看護学校と南愛知高等看護学院を統合して藤田学園看護専門学校と改称、専修学校として設置
  - 4月 - 藤田学園看護専門学校（医療専門課程、医療高等課程）開校
- 1984年
  - 6月 - 名古屋医学技術専門学院を藤田学園医学技術専門学院に改称
- 1986年
  - 1月 - 総合コンピュータプログラミング専門学校 工業専門課程設置認可
  - 4月 - 総合コンピュータプログラミング専門学校開校
- 1991年
  - 4月 - 藤田学園看護専門学校を藤田保健衛生大学看護専門学校に、総合コンピュータプログラミング専門学校を藤田コンピュータ専門学校にそれぞれ改称
- 1992年
  - 3月 - 藤田保健衛生大学リハビリテーション専門学校（医療専門課程）設置認可
  - 4月 - 藤田保健衛生大学リハビリテーション専門学校開校
- 1997年
  - 5月 - 藤田コンピュータ専門学校閉校
- 1999年
  - 6月 - 藤田保健衛生大学看護専門学校（医療高等課程）准看護科廃止
- 2000年
  - 4月 - 藤田保健衛生大学看護専門学校（医療専門課程）3年課程（全日制）開校
- 2001年
  - 3月 - 藤田学園医学技術専門学院閉校
- 2002年
  - 4月 - 藤田保健衛生大学看護専門学校（医療専門課程）看護科（2年課程）昼間定時制廃止
- 2007年
  - 3月 - 藤田保健衛生大学リハビリテーション専門学校閉校
- 2018年
  - 10月 - 藤田保健衛生大学看護専門学校を藤田医科大学看護専門学校に改称
- 2019年
  - 4月 - 藤田医科大学看護専門学校の学生募集停止
- 2022年
  - 3月 ｰ 藤田医科大学看護専門学校閉校

## 藤田啓介総長
- 1925年(大正14年)3月21日 - 岡山県に生まれる。(本籍：愛媛県新居浜市)
- 1944年 (昭和19年) 3月 旧制高知高等学校卒業
- 1948年 (昭和23年) 9月 名古屋帝国大学医学部卒業
- 1950年 (昭和25年) 3月 医師免許証取得
- 1954年 (昭和29年) 12月 名古屋大学医学博士号取得
- 1963年 (昭和38年) 4月 愛知学院大学歯学部教授
- 1964年 (昭和39年) 9月 学校法人藤田学園設立、理事兼評議員就任
- 1965年 (昭和40年) 2月 南愛知准看護学校（現藤田医科大学看護専門学校） 校長就任
- 1966年 (昭和41年) 4月 名古屋衛生技術短期大学（現藤田保健衛生大学短期大学）開学、学長就任
- 1967年 (昭和42年) 9月 学校法人藤田学園理事長就任
- 1968年 (昭和43年) 4月 名古屋保健衛生大学(現藤田医科大学)開学、学長就任
- 1983年 (昭和58年) 4月 藤田学園看護専門学校(現藤田医科大学看護専門学校)校長就任
- 1989年 (平成元年) 10月 学校法人藤田学園総長就任
- 1995年(平成7年)6月11日 - 死去[2]